# Rollerski-Weltcup 2024
Der Rollerski-Weltcup 2024 begann am 17. Juli 2024 in Madona und endete mit den Rollerski-Weltmeisterschaften 2024 in Ziano di Fiemme vom 12. bis zum 15. September 2024. Die dort ausgetragenen Einzelwettbewerbe wurden auch als Weltcup-Veranstaltungen gewertet. Die Gesamtwertung der Männer gewann der Lette Raimo Vīgants. Bei der Gesamtwertung der Frauen wurde die Schwedin Linn Sömskar Erste.

## Männer

### Resultate
| 1. Weltcup in Madona, 17. bis 21. Juli 2024 | 1. Weltcup in Madona, 17. bis 21. Juli 2024 | 1. Weltcup in Madona, 17. bis 21. Juli 2024 | 1. Weltcup in Madona, 17. bis 21. Juli 2024      | 1. Weltcup in Madona, 17. bis 21. Juli 2024 |
| ------------------------------------------- | ------------------------------------------- | ------------------------------------------- | ------------------------------------------------ | ------------------------------------------- |
| Datum                                       | Disziplin                                   | Erster Platz                                | Zweiter Platz                                    | Dritter Platz                               |
| 17. Juli 2024                               | 15 km Freistil                              | Matteo Tanel                                | Martin Himma                                     | Riccardo Lorenzo Masiero                    |
| 18. Juli 2024                               | Teamsprint klassisch                        | LettlandLauris Kaparkalejs Raimo Vīgants    | NorwegenAndreas Bergsland Hermann Skram Botterud | SchwedenErik Karlsson Simon Karlsson        |
| 20. Juli 2024                               | Sprint Freistil                             | Emanuele Becchis                            | Michele Valerio                                  | Lauris Kaparkalejs                          |
| 21. Juli 2024                               | 20 km Freistil Massenstart                  | Raimo Vīgants                               | Riccardo Lorenzo Masiero                         | Tommaso Dellagiacoma                        |

| 2. Weltcup in Schtschutschinsk, 14. bis 18. August 2024 | 2. Weltcup in Schtschutschinsk, 14. bis 18. August 2024 | 2. Weltcup in Schtschutschinsk, 14. bis 18. August 2024 | 2. Weltcup in Schtschutschinsk, 14. bis 18. August 2024 | 2. Weltcup in Schtschutschinsk, 14. bis 18. August 2024 |
| ------------------------------------------------------- | ------------------------------------------------------- | ------------------------------------------------------- | ------------------------------------------------------- | ------------------------------------------------------- |
| Datum                                                   | Disziplin                                               | Erster Platz                                            | Zweiter Platz                                           | Dritter Platz                                           |
| 14. August 2024                                         | Sprint Freistil                                         | Emanuele Becchis                                        | Michele Valerio                                         | Raimo Vīgants                                           |
| 17. August 2024                                         | 10 km klassisch                                         | Matteo Tanel                                            | Witali Puchkalo                                         | Vladislav Kovalyov                                      |
| 18. August 2024                                         | 20 km Freistil Massenstart                              | Raimo Vīgants                                           | Simon Karlsson                                          | Vladislav Kovalyov                                      |

| 3. Weltcup und 12. Rollerski-Weltmeisterschaften in Ziano di Fiemme, 12. bis 15. September 2024 | 3. Weltcup und 12. Rollerski-Weltmeisterschaften in Ziano di Fiemme, 12. bis 15. September 2024 | 3. Weltcup und 12. Rollerski-Weltmeisterschaften in Ziano di Fiemme, 12. bis 15. September 2024 | 3. Weltcup und 12. Rollerski-Weltmeisterschaften in Ziano di Fiemme, 12. bis 15. September 2024 | 3. Weltcup und 12. Rollerski-Weltmeisterschaften in Ziano di Fiemme, 12. bis 15. September 2024 |
| ----------------------------------------------------------------------------------------------- | ----------------------------------------------------------------------------------------------- | ----------------------------------------------------------------------------------------------- | ----------------------------------------------------------------------------------------------- | ----------------------------------------------------------------------------------------------- |
| Datum                                                                                           | Disziplin                                                                                       | Erster Platz                                                                                    | Zweiter Platz                                                                                   | Dritter Platz                                                                                   |
| 12. September 2024                                                                              | 15 km Freistil Massenstart                                                                      | Raimo Vīgants                                                                                   | Amund Korsæth                                                                                   | Martin Himma                                                                                    |
| 13. September 2024                                                                              | Sprint Freistil                                                                                 | Emanuele Becchis                                                                                | Jostein Olafsen                                                                                 | Michele Valerio                                                                                 |
| 14. September 2024                                                                              | Teamsprint Freistil                                                                             | LettlandLauris Kaparkalejs Raimo Vīgants                                                        | ItalienMatteo Tanel Tommaso Dellagiacoma                                                        | SchwedenSimon Karlsson Erik Karlsson                                                            |
| 15. September 2024                                                                              | 15 km klassisch Massenstart                                                                     | Imanol Rojo                                                                                     | Kasper Herland                                                                                  | Amund Korsæth                                                                                   |

### Gesamtwertung Männer
| Endstand (Top 10) |                          |        |
| \| Rang \| Name \| Punkte \| \| ---- \| ------------------------ \| ------ \| \| 001. \| Raimo Vīgants \| 764 \| \| 02. \| Matteo Tanel \| 673 \| \| 03. \| Simon Karlsson \| 571 \| \| 04. \| Riccardo Lorenzo Masiero \| 531 \| \| 05. \| Tommaso Dellagiacoma \| 502 \| \| 06. \| Emanuele Becchis \| 484 \| \| 07. \| Dmitriy Kolomeyets \| 467 \| \| 08. \| Erik Fransson \| 455 \| \| 09. \| Hermann Skram Botterud \| 419 \| \| 10. \| Almas Karimov \| 383 \| |                          |        |
| Rang | Name                     | Punkte |
| 001. | Raimo Vīgants            | 764    |
| 02. | Matteo Tanel             | 673    |
| 03. | Simon Karlsson           | 571    |
| 04. | Riccardo Lorenzo Masiero | 531    |
| 05. | Tommaso Dellagiacoma     | 502    |
| 06. | Emanuele Becchis         | 484    |
| 07. | Dmitriy Kolomeyets       | 467    |
| 08. | Erik Fransson            | 455    |
| 09. | Hermann Skram Botterud   | 419    |
| 10. | Almas Karimov            | 383    |

## Frauen

### Resultate
| 1. Weltcup in Madona, 17. bis 21. Juli 2024 | 1. Weltcup in Madona, 17. bis 21. Juli 2024 | 1. Weltcup in Madona, 17. bis 21. Juli 2024 | 1. Weltcup in Madona, 17. bis 21. Juli 2024 | 1. Weltcup in Madona, 17. bis 21. Juli 2024 |
| ------------------------------------------- | ------------------------------------------- | ------------------------------------------- | ------------------------------------------- | ------------------------------------------- |
| Datum                                       | Disziplin                                   | Erster Platz                                | Zweiter Platz                               | Dritter Platz                               |
| 17. Juli 2024                               | 10 km Freistil                              | Linn Sömskar                                | Kaidy Kaasiku                               | Keidy Kaasiku                               |
| 18. Juli 2024                               | Teamsprint klassisch                        | SchwedenEbba Stenman Linn Sömskar           | EstlandKeidy Kaasiku Kaidy Kaasiku          | SchwedenJohanna Holmberg Ella Selmosson     |
| 20. Juli 2024                               | Sprint Freistil                             | Linn Sömskar                                | Tena Hadžić                                 | Ebba Stenman                                |
| 21. Juli 2024                               | 20 km Freistil Massenstart                  | Linn Sömskar                                | Patrīcija Eiduka                            | Maria Eugenia Boccardi                      |

| 2. Weltcup in Schtschutschinsk, 14. bis 18. August 2024 | 2. Weltcup in Schtschutschinsk, 14. bis 18. August 2024 | 2. Weltcup in Schtschutschinsk, 14. bis 18. August 2024 | 2. Weltcup in Schtschutschinsk, 14. bis 18. August 2024 | 2. Weltcup in Schtschutschinsk, 14. bis 18. August 2024 |
| ------------------------------------------------------- | ------------------------------------------------------- | ------------------------------------------------------- | ------------------------------------------------------- | ------------------------------------------------------- |
| Datum                                                   | Disziplin                                               | Erster Platz                                            | Zweiter Platz                                           | Dritter Platz                                           |
| 14. August 2024                                         | Sprint Freistil                                         | Jackline Lockner                                        | Linn Sömskar                                            | Alba Mortagna                                           |
| 17. August 2024                                         | 10 km klassisch                                         | Linn Sömskar                                            | Ebba Stenman                                            | Xenija Schalygina                                       |
| 18. August 2024                                         | 16 km Freistil Massenstart                              | Linn Sömskar                                            | Maria Eugenia Boccardi                                  | Ebba Stenman                                            |

| 3. Weltcup und 12. Rollerski-Weltmeisterschaften in Ziano di Fiemme, 12. bis 15. September 2024 | 3. Weltcup und 12. Rollerski-Weltmeisterschaften in Ziano di Fiemme, 12. bis 15. September 2024 | 3. Weltcup und 12. Rollerski-Weltmeisterschaften in Ziano di Fiemme, 12. bis 15. September 2024 | 3. Weltcup und 12. Rollerski-Weltmeisterschaften in Ziano di Fiemme, 12. bis 15. September 2024 | 3. Weltcup und 12. Rollerski-Weltmeisterschaften in Ziano di Fiemme, 12. bis 15. September 2024 |
| ----------------------------------------------------------------------------------------------- | ----------------------------------------------------------------------------------------------- | ----------------------------------------------------------------------------------------------- | ----------------------------------------------------------------------------------------------- | ----------------------------------------------------------------------------------------------- |
| Datum                                                                                           | Disziplin                                                                                       | Erster Platz                                                                                    | Zweiter Platz                                                                                   | Dritter Platz                                                                                   |
| 12. September 2024                                                                              | 15 km Freistil Massenstart                                                                      | Linn Sömskar                                                                                    | Karoline Grøtting                                                                               | Stefania Corradini                                                                              |
| 13. September 2024                                                                              | Sprint Freistil                                                                                 | Alba Mortagna                                                                                   | Linn Sömskar                                                                                    | Jackline Lockner                                                                                |
| 14. September 2024                                                                              | Teamsprint Freistil                                                                             | SchwedenLinn Sömskar Ebba Stenman                                                               | NorwegenKaroline Grøtting Victoria Nitteberg                                                    | ItalienStefania Corradini Maria Eugenia Boccardi                                                |
| 15. September 2024                                                                              | 15 km klassisch Massenstart                                                                     | Linn Sömskar                                                                                    | Kaidy Kaasiku                                                                                   | Keidy Kaasiku                                                                                   |

### Gesamtwertung Frauen
| Endstand (Top 10) |                        |        |
| \| Rang \| Name \| Punkte \| \| ---- \| ---------------------- \| ------ \| \| 001. \| Linn Sömskar \| 925 \| \| 02. \| Ebba Stenman \| 714 \| \| 03. \| Maria Eugenia Boccardi \| 685 \| \| 04. \| Anna Melnik \| 664 \| \| 05. \| Victoria Nitteberg \| 616 \| \| 06. \| Elisa Sordello \| 499 \| \| 07. \| Alba Mortagna \| 477 \| \| 08. \| Tena Hadžić \| 430 \| \| 09. \| Kitija Auziņa \| 402 \| \| 10. \| Ella Selmosson \| 350 \| |                        |        |
| Rang | Name                   | Punkte |
| 001. | Linn Sömskar           | 925    |
| 02. | Ebba Stenman           | 714    |
| 03. | Maria Eugenia Boccardi | 685    |
| 04. | Anna Melnik            | 664    |
| 05. | Victoria Nitteberg     | 616    |
| 06. | Elisa Sordello         | 499    |
| 07. | Alba Mortagna          | 477    |
| 08. | Tena Hadžić            | 430    |
| 09. | Kitija Auziņa          | 402    |
| 10. | Ella Selmosson         | 350    |

## Mixed
| Weltcup in Schtschutschinsk, 15. August 2024 | Weltcup in Schtschutschinsk, 15. August 2024 | Weltcup in Schtschutschinsk, 15. August 2024 | Weltcup in Schtschutschinsk, 15. August 2024 | Weltcup in Schtschutschinsk, 15. August 2024 |
| -------------------------------------------- | -------------------------------------------- | -------------------------------------------- | -------------------------------------------- | -------------------------------------------- |
| Datum                                        | Disziplin                                    | Erster Platz                                 | Zweiter Platz                                | Dritter Platz                                |
| 15. August 2024                              | Teamsprint Freistil                          | SchwedenLinn Sömskar Simon Karlsson          | KasachstanDarja Rjaschko Yernar Nursbekov    | SchwedenEbba Stenman Erik Fransson           |